# São Gião
São Gião ist eine Gemeinde (Freguesia) im portugiesischen Kreis Oliveira do Hospital. In ihr leben 341 Einwohner (Stand 19. April 2021).

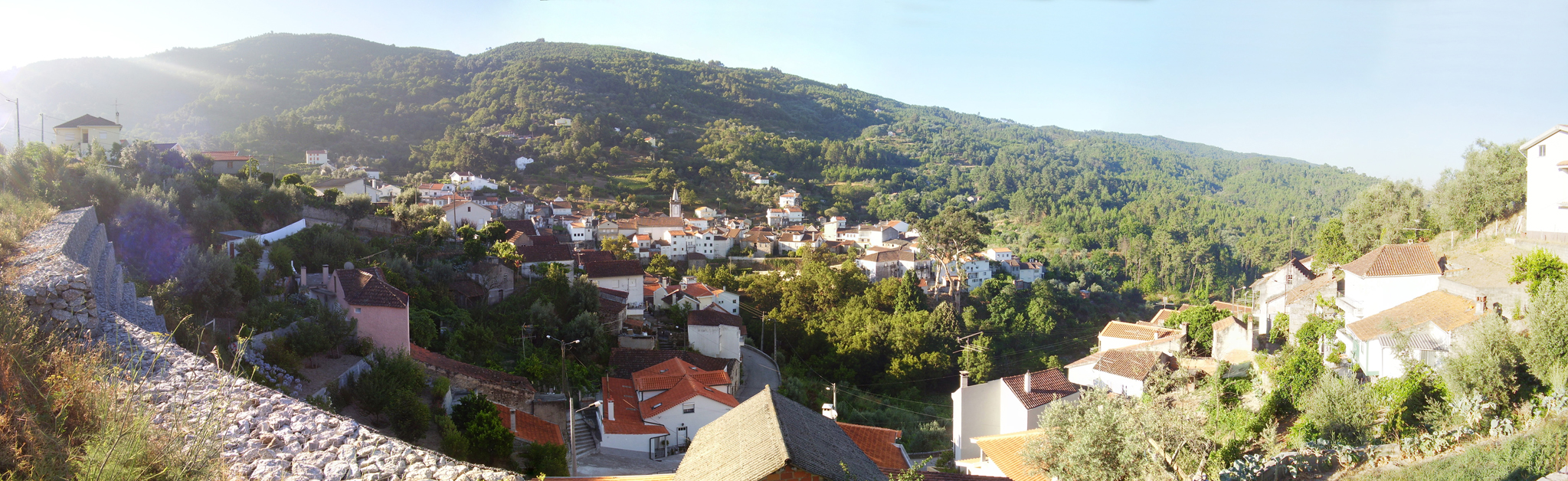
Blick auf São Gião

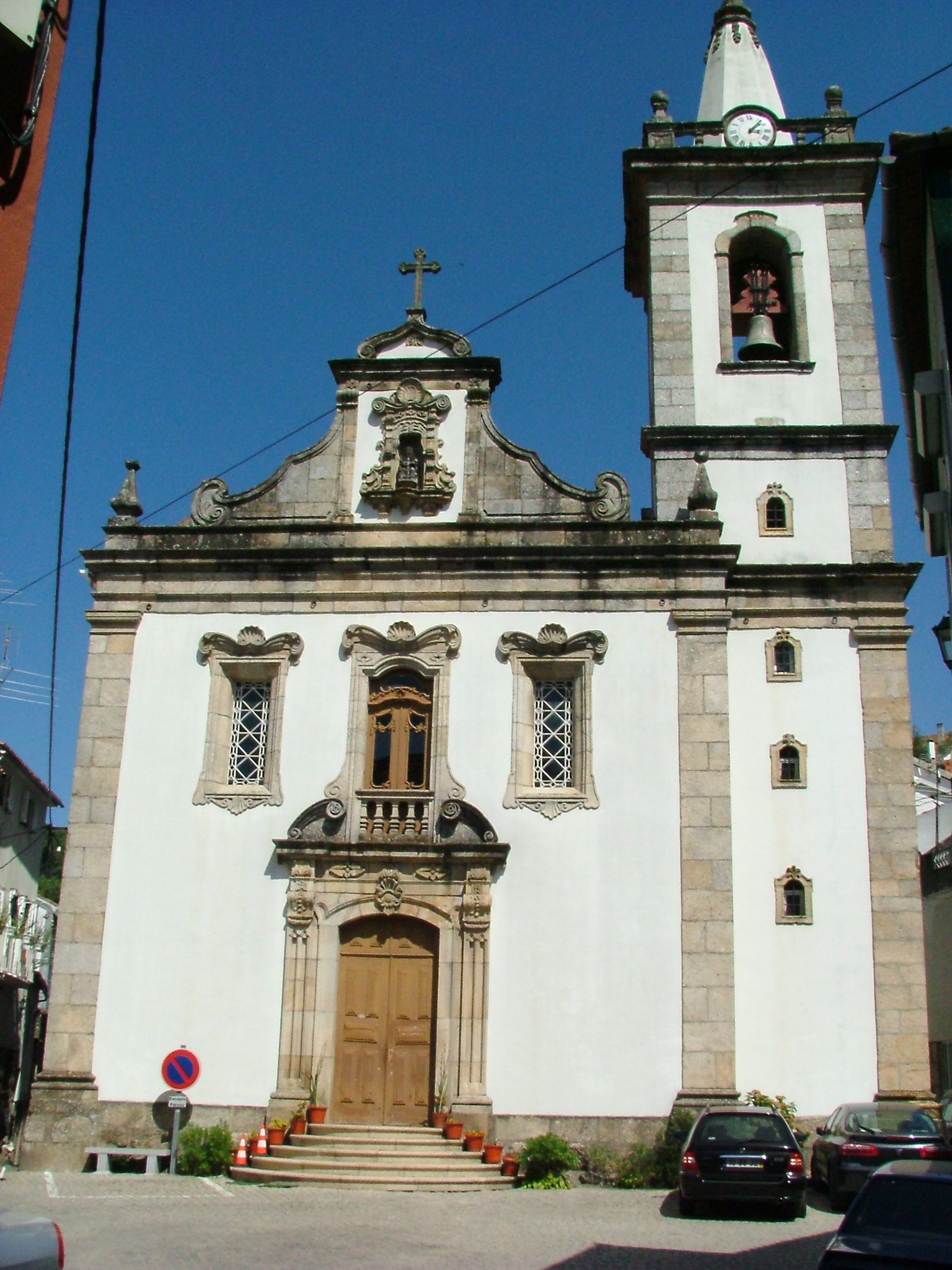
Die Hauptkirche von São Gião

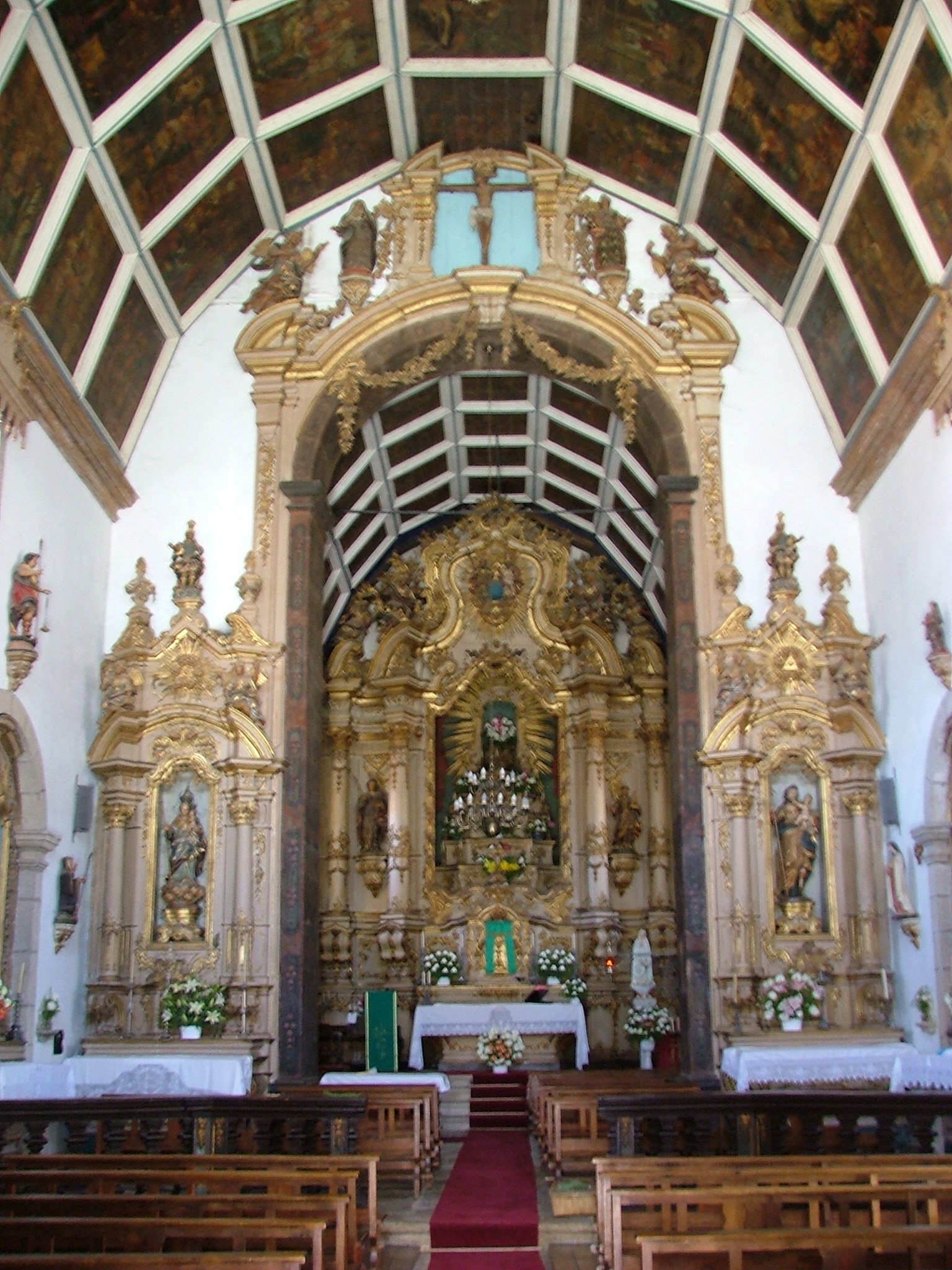
Blick in die Hauptkirche

## Geschichte
Der Ort gehörte zur Gemeinde Penalva de Alva, bis er 1562 eine eigenständige Gemeinde wurde, jedoch weiterhin dem Kreis Penalva angehörte. Ab 1840 gehörte der Ort zum Kreis Sandomil, bis dieser 1855 aufgelöst wurde. Bis 1898 war São Gião dem Kreis Seia zugeordnet, um seither zu Oliveira do Hospital zu gehören.

## Kultur und Sehenswürdigkeiten
Neben drei weiteren Kapellen steht die Hauptkirche Igreja Paroquial de São Gião (auch Igreja Matriz) unter Denkmalschutz. Die ab 1756 errichtete, einschiffige Barock-Kirche birgt vergoldete Holzaltare (Talha dourada) und barocke Altarretabel, und zeigt Rokoko-Elemente u. a. bei den Deckenmalereien.